# Wyspa Pingwinów
Wyspa Pingwinów (franc. L'Île des Pingouins) – powieść Anatole’a France’a, francuskiego laureata literackiej Nagrody Nobla z roku 1921.
France, który w swojej twórczości bardzo często sięgał po elementy fantastyczne i baśniowe, czyni tak również w tej, wydanej w roku 1908, książce, gdzie owe elementy łączą się z problematyką historyczną i polityczną.
Wyspa... bardzo szybko zdobyła wielką popularność i uznanie.
Święty Mael, którego szatan podstępem wyprowadził aż w okolice bieguna północnego, trafia na polarną wyspę zamieszkaną przez pingwiny. Święty bierze małe ptaki za po prostu małych ludzi i chrzci je.
Chrzest ptaków wywołuje gorącą dyskusję w Niebie, czy był ważny, skoro dokonano go wobec zwierząt. Ostatecznie sprawę rozstrzygnęło zdanie starca Hermesa, który zaproponował, aby przemienić ich w ludzi, co też uczyniono. Mimo tego pingiwni zachowali pewne właściwe ich dawnemu wcieleniu cechy.
Pingwini stworzyli na swojej wyspie, którą przyholowano tymczasem bliżej europejskich wybrzeży, własne państwo, które jako żywo przywodzi co uważniejszym czytelnikom na myśl rodzinny kraj France’a. W rzeczy samej Wyspa... jest sparodiowaną historią Francji. Jedną z ważniejszych części utworu jest przedstawienie historii afery Dreyfusa (Sprawa Pyrota), oraz ważnych wydarzeń wcześniejszych i późniejszych. Książka nie jest też pozbawiona problemów moralnych.